# Buxentum
Buxentum (6e eeuw v.Chr. – 1552) was een Oud-Griekse en Romeinse havenstad links van de monding van de gelijknamige rivier Buxentum, met moderne naam Bussento. De stad lag op een heuvel naast de monding. Tijdens de Middeleeuwen kende het een zekere opleving van de havenactiviteiten.
Buxentum lag aan de Golf van Policastro, in de zuidelijke uithoek van de Italiaanse regio Campanië, aan de Tyrreense Zee. In de Klassieke Oudheid heette deze golf de Golf van Laus in het westen van de regio Lucanie. De moderne naam voor het dorp is Policastro Bussentino gelegen in de provincie Salerno, regio Campanië.

## Namen
- Pyxous of Pyxus: Oud-Griekse naam, als deel van Magna Graecia
- Buxentum: Romeinse naam. De Romeinen gaven de naam naar de overvloedige groei van buxus op de heuvel.
- Palaiokastron: Byzantijnse naam
- Policastrum: Middeleeuwse naam nadat de Roomse Kerk de plaats had ingenomen van de Orthodoxe Kerk uit de Byzantijnse periode.
- Policastro Bussentino of kortweg Policastro. De naam in het Italiaans van het dorp verwijst zowel naar de Byzantijnse als de Romeinse periode.

## Historiek

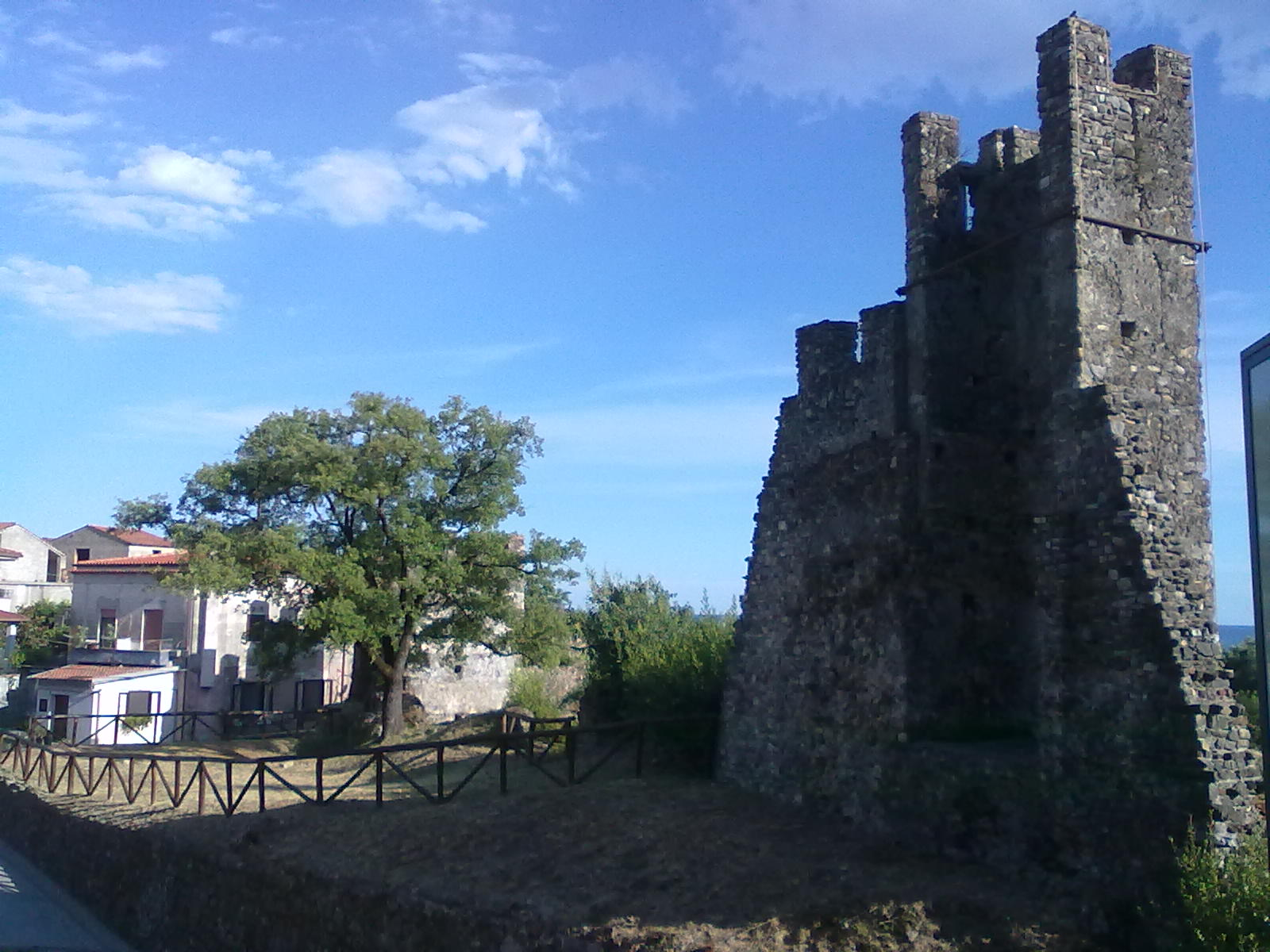
Stadsmuren van Policastrum, die teruggaan tot het Normandisch bestuur

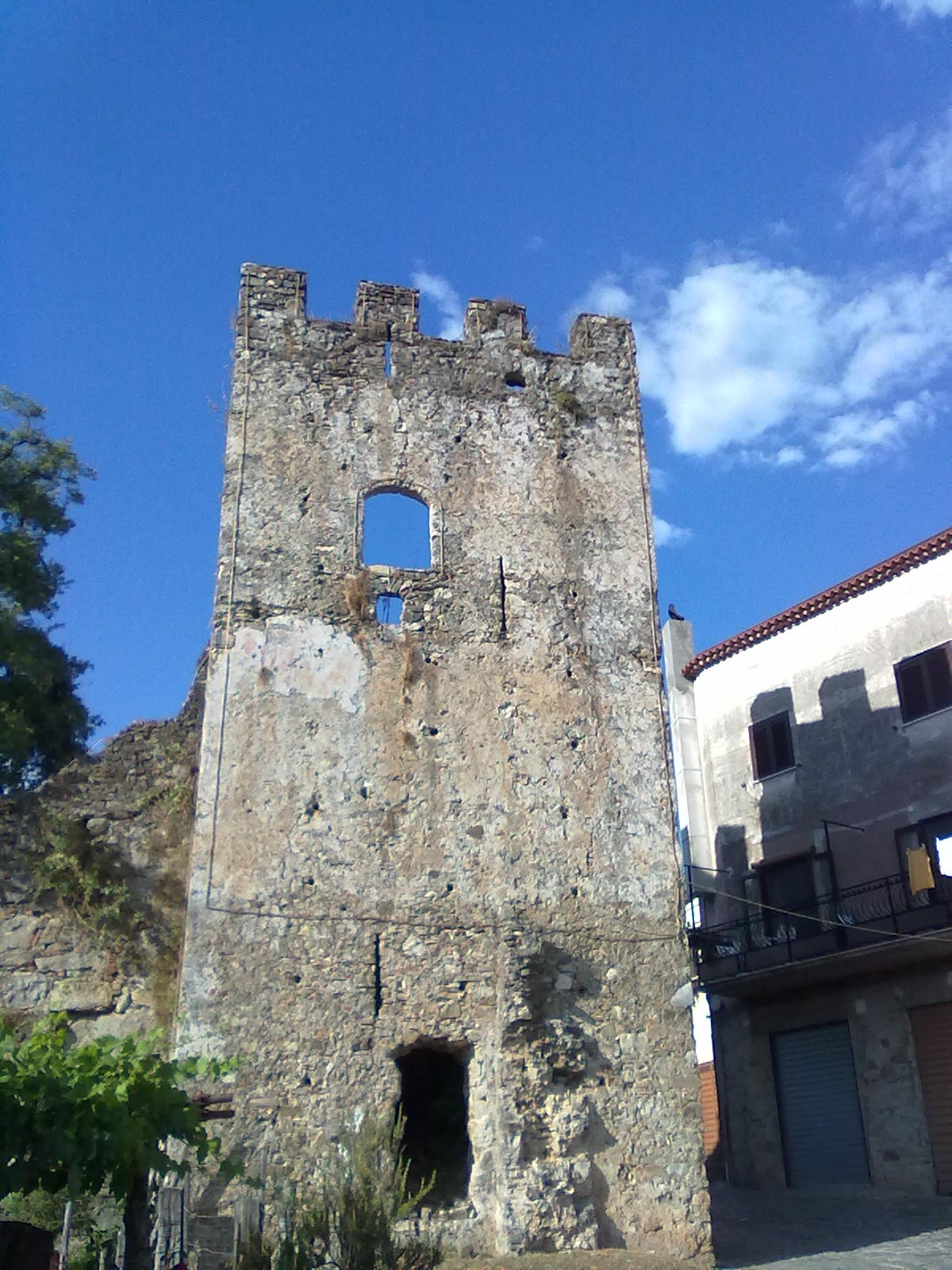

### Griekse Oudheid
Een eerste golf van Griekse kolonisten betrok de heuvel aan de monding van de rivier Bussento in de loop van de 6e eeuw v.Chr. Pyxous werd hiermee deel van Magna Graecia. De kolonisten waren afkomstig van Sybaris en Syris in de golf van Tarente. Zij kwamen over zee doch historici sluiten een landweg doorheen het zuidelijk deel van de laars niet uit. De aanwijzingen voor deze kolonisatie zijn gebaseerd op munten uit die tijd. Deze Griekse kolonie stierf uit circa 510 v.Chr. na de val van Sybaris.
Een tweede golf van Griekse kolonisten naar Pyxous vond plaats in het jaar 467 v.Chr. Zij kwamen aan vanuit Messina en Rhegium of Reggio Calabria ten tijde van de tiran Mikythos. Deze kolonisatie duurde korter dan de vorige, want volgens de geschiedschrijver Strabo vertrokken de kolonisten enkele jaren later.

### Romeinse Oudheid
In de jaren 194 v.Chr. en 186 v.Chr. kwamen twee golven van Romeinse kolonisten aan. Het was de periode van de verovering van Lucanië, het werk van consul Tiberius Sempronius Longus die de Lucani onderwierp. De Romeinse geschiedschrijver Titus Livius beschreef hoe Romeinen zich installeerden in het voormalige Pyxous, voortaan Buxentum genoemd, als een colonia maritima of kolonie aan de zee. De stad groeide nadien niet bijzonder uit, ondanks de aanleg van een weg door de Romeinen. Na de Bellum sociorum (1e eeuw v.Chr.) kreeg Buxentum enkele burgerrechten. Buxentum werd bestuurd door een duoviraat of tweemanschap.

### Byzantijnse periode
In de vroege Middeleeuwen, in de 6e eeuw, bezat Palaiokastron een bisschopszetel. Bisschop Rusticus leefde in het jaar 501 en bisschop Agnellus in het jaar 592. De Byzantijnen legde de eerste versterking aan zodat een fort de Baai van Policastro controleerde. Griekse munten werden opgedolven uit de jaren 500 tot 700 tijdens de jaren 1961-1962. Ook fundamenten van een Byzantijnse basiliek binnenin het fort werden bloot gelegd; Stefanos van Byzantium vermeldde al een basiliek voor de christengemeente. Na de Byzantijnse periode had de stad geen bisschopszetel meer.

### Latere Middeleeuwen en nadien
Tijdens de Normandische verovering van Sicilië en Zuid-Italië verscheen de naam Policastrum in geschreven bronnen (11e eeuw). De Normandiërs bouwden bovenop het Byzantijns fort een grotere vesting; ook werd een Rooms-katholiek bisdom opgericht. De stad kende in de loop van de 12e eeuw nog een opleving door een zekere havenactiviteit. Het was de laatste bouwactiviteit van de stadsmuren, zoals deze tot in de moderne tijden bewaard gebleven zijn. Nadien werd Policastrum een feodaal goed achtereenvolgens van de families Sanseverino, Ruffo, Grimaldi, Petrucci en Carafa. 
De Republiek Genua verwoestte Policastrum in het jaar 1320 en dit onder leiding van Corrado Doria.
Piraten uit de Tyrreense Zee verwoestten later Policastrum (1543). Het was het werk van de bende van Khair-el-Din, bijgenaamd Barbarossa. Korte tijd later waren het de Ottomanen onder leiding van pasja Dragut die Policastrum verwoesten. De havenactiviteit verdween voorgoed en de bisschop vluchtte weg. 
Policastrum leefde voort als een dorp, met behoud van de bisschopszetel. De gemeente Policastro heeft meerdere archeologische activiteiten toegestaan in de 20e eeuw.